# 1,3,5-三庚基苯
1,3,5-三庚基苯（英語：1,3,5-Triheptylbenzene，又名均三庚苯）是一种不溶于水的芳香族有机化合物，化学式为C
27H
48，式量372.67，可由1,1',1''-(1,3,5-苯三基)三[1-庚酮]的加氢还原反应制得。1-壬炔在三氯化铑的催化下发生三聚，也能得到产物。